# Castello di San Giorgio (Magliaso)
Il Castello di San Giorgio è un edificio storico di Magliaso, un comune del Canton Ticino (Svizzera).
L'edificio fa parte dell'Inventario dei beni culturali svizzeri d'importanza nazionale e regionale ed è classificato come bene culturale di importanza nazionale (tipo A).

## Storia
Le origini dell'edificio non sono documentate, la prima menzione risale al 1033. Nell'edificio ebbe luogo l'episodio della cattura di Landolfo da Carcano, uno degli eventi che diede origine alla guerra decennale fra Como e Milano (1118-27).
Alla stessa epoca risale l'affresco situato sulla torre, una delle poche testimonianze di pittura romanica profana di tutta la Svizzera.
Verso il XIII secolo il castello diventò proprietà di un ramo dei Rusca di Como. Karl Konrad von Beroldingen, cancelliere del baliato di Lugano, acquisì nel 1668 i diritti signorili sul villaggio, fece edificare l'attuale chiesa parrocchiale e trasformò i ruderi del castello in un palazzo, ora in stato di abbandono.